# Ambassade de France au Maroc
L'ambassade de France au Maroc est la représentation diplomatique de la République française auprès du royaume du Maroc à Rabat, la capitale du pays, et son ambassadeur est, depuis 2022, Christophe Lecourtier.

## Ambassade
L'ambassade et le consulat général de France sont au 49, Allal Ben Abdellah à Rabat.

## Histoire
Imaginé en 1986 par l’architecte Guillaume Jullian de la Fuente, dernier élève de Le Corbusier, l’ensemble immobilier accueillant les services de la chancellerie, de la Mission économique, de la Trésorerie générale et de la Mission militaire à Rabat, joue sur la pureté des lignes et la clarté des lieux.
La Résidence de France, également conçue par l'architecte Jullian, sur un terrain de 5 hectares, allie modernité des formes d’ensemble et agencement plus traditionnel de certains espaces (patio, salon marocain). Outil essentiel au service des relations publiques entre la France et le Maroc, la Résidence peut accueillir jusqu’à 1 000 personnes lors des grandes manifestations.
Les dix-huit bâtiments de la représentation française répartis sur trois sites de Rabat sont unis par la même architecture.

## Ambassadeurs de France au Maroc depuis 1956
| De   | À    | Ambassadeur                              |
| ---- | ---- | ---------------------------------------- |
| 1956 | 1956 | André-Louis Dubois                       |
| 1956 | 1957 | Roger Lalouette                          |
| 1957 | 1960 | Alexandre Parodi                         |
| 1960 | 1962 | Roger Seydoux Fornier de Clausonne       |
| 1962 | 1965 | Pierre de Leusse                         |
| 1965 | 1970 | Robert Gillet                            |
| 1970 | 1973 | Claude Lebel                             |
| 1973 | 1978 | Jean-Bernard Raimond                     |
| 1978 | 1980 | Jean Herly                               |
| 1980 | 1983 | Jacques Morizet                          |
| 1983 | 1985 | Roger Vaurs                              |
| 1985 | 1987 | Philippe Cuvillier                       |
| 1987 | 1991 | Jean-Bernard Mérimée                     |
| 1991 | 1993 | Michel Lévêque                           |
| 1993 | 1995 | Henri Benoît de Coignac (tr)             |
| 1995 | 2002 | Michel de Bonnecorse Benault de Lubières |
| 2002 | 2004 | Frédéric Grasset                         |
| 2004 | 2006 | Philippe Faure                           |
| 2006 | 2009 | Jean-François Thibault                   |
| 2009 | 2012 | Bruno Joubert                            |
| 2012 | 2015 | Charles Fries                            |
| 2015 | 2019 | Jean-François Girault (tr)               |
| 2019 | 2022 | Hélène Le Gal                            |
| 2022 | auj. | Christophe Lecourtier                    |

## Consulats

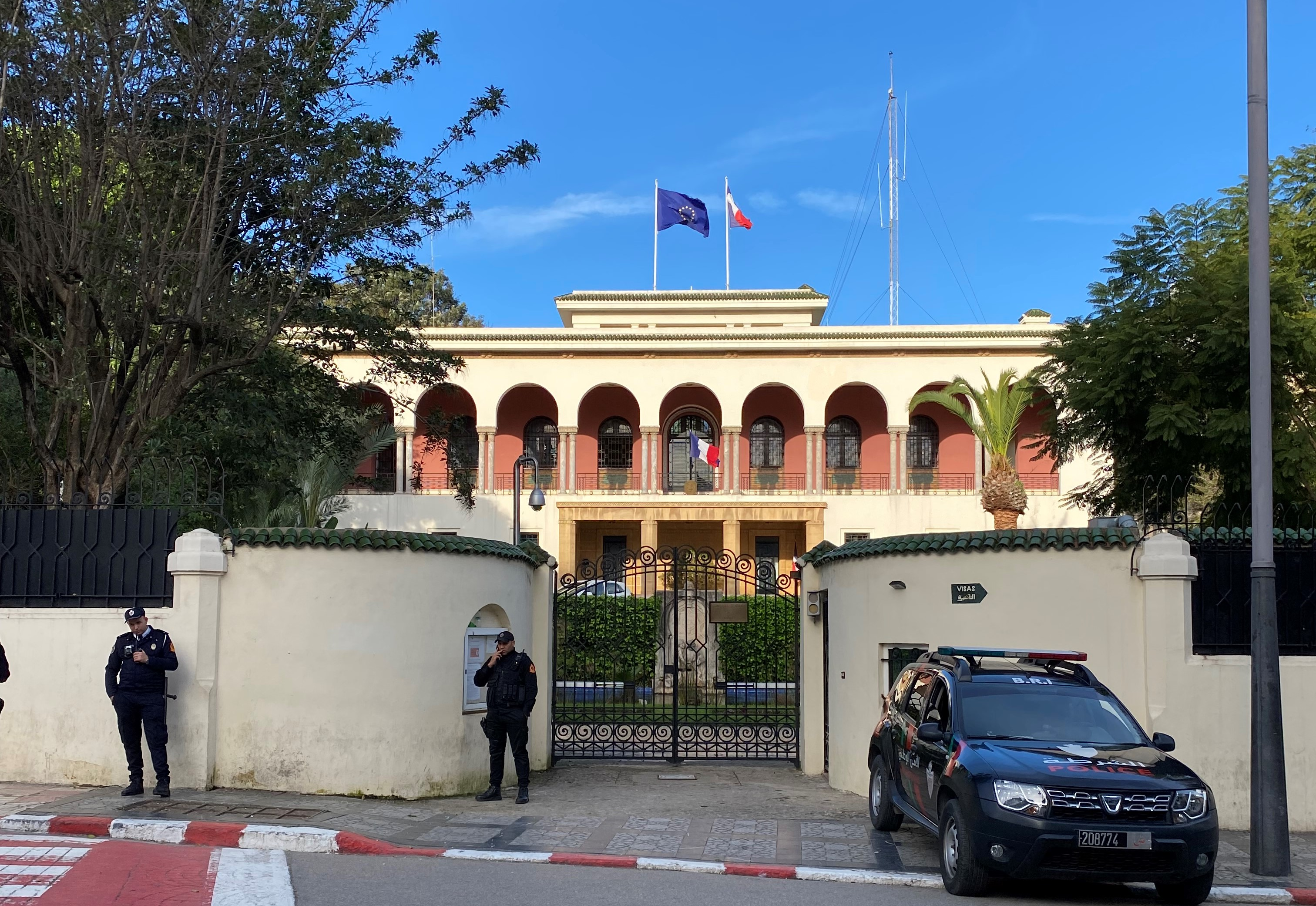
Consulat général de France à Tanger

Outre celui de Rabat, il existe cinq autres consulats généraux au Maroc, basés à :
- Agadir
- Casablanca
- Fès
- Marrakech
- Tanger

ainsi que trois consuls honoraires situés à :
- Essaouira
- Safi
- Oujda

### Communauté française
Au 31 décembre 2016, 52 728 Français sont inscrits sur les registres consulaires au Maroc. Au 31 décembre 2014, les 49 195 inscrits étaient ainsi répartis entre les 6 circonscriptions : Casablanca : 20 752, Rabat : 10 095, Marrakech : 7 958, Agadir : 4 236, Fès : 3 446, Tanger : 2 708.
| 2001   | 2002   | 2003   | 2004   |
| ------ | ------ | ------ | ------ |
| 25 849 | 28 078 | 30 208 | 29 942 |

| 2005   | 2006   | 2007   | 2008   |
| ------ | ------ | ------ | ------ |
| 30 003 | 32 689 | 34 097 | 36 818 |

| 2009   | 2010   | 2011   | 2012   |
| ------ | ------ | ------ | ------ |
| 39 044 | 41 129 | 44 000 | 45 269 |

| 2013   | 2014   | 2015   | 2016   |
| ------ | ------ | ------ | ------ |
| 46 995 | 49 195 | 51 109 | 52 728 |

### Circonscriptions électorales
Depuis la loi du 22 juillet 2013 réformant la représentation des Français établis hors de France avec la mise en place de conseils consulaires au sein des missions diplomatiques, les ressortissants français du Maroc élisent pour six ans des conseillers consulaires dans chacune des circonscriptions suivantes :
1. Tanger : 3 conseillers ;
2. Fès : 3 conseillers ;
3. Agadir : 3 conseillers ;
4. Marrakech : 3 conseillers ;
5. Rabat : 4 conseillers ;
6. Casablanca : 5 conseillers.

Ces derniers ont trois rôles :
1. ils sont des élus de proximité pour les Français de l'étranger ;
2. ils appartiennent à l'une des quinze circonscriptions qui élisent en leur sein les membres de l'Assemblée des Français de l'étranger ;
3. ils intègrent le collège électoral qui élit les sénateurs représentant les Français établis hors de France.

Pour l'élection à l'Assemblée des Français de l'étranger, le Maroc représentait jusqu'en 2014 une circonscription électorale ayant pour chef-lieu Rabat. Elle attribuait cinq sièges à cette assemblée. Le Maroc appartient désormais à la circonscription électorale « Afrique du Nord » dont le chef-lieu est Casablanca et qui désigne sept de ses 40 conseillers consulaires pour siéger parmi les 90 membres de l'Assemblée des Français de l'étranger.
Pour l'élection des députés des Français de l’étranger, le Maroc dépend de la 9e circonscription.